# Carazo (departement)
Carazo is een departement van Nicaragua, gelegen in het westen van het land aan de Grote Oceaan. De hoofdstad is Jinotepe.
Het departement bestrijkt een oppervlakte van 1081 km² en heeft 195.873 inwoners (2019).

## Gemeenten
Het departement is ingedeeld in acht gemeenten:
- Diriamba
- Dolores
- El Rosario
- Jinotepe
- La Conquista
- La Paz de Carazo
- San Marcos
- Santa Teresa

Boaco · Carazo · Chinandega · Chontales · Estelí · Granada · Jinotega · León · Madriz · Managua · Masaya · Matagalpa · Nueva Segovia · Rivas · Río San Juan
Autonome regio's: Región Autónoma de la Costa Caribe Norte · Región Autónoma de la Costa Caribe Sur